# Веллі-Коттедж (Нью-Йорк)
Веллі-Коттедж (англ. Valley Cottage) — переписна місцевість (CDP) в США, в окрузі Рокленд штату Нью-Йорк. Населення — 9038 осіб (2020).

## Географія
Веллі-Коттедж розташоване за координатами 41°6′56″ пн. ш. 73°56′37″ зх. д. / 41.11556° пн. ш. 73.94361° зх. д. (41.115488, -73.943527).  За даними Бюро перепису населення США в 2010 році переписна місцевість мала площу 11,22 км², з яких 11,16 км² — суходіл та 0,06 км² — водойми.

## Демографія
Згідно з переписом 2010 року, у переписній місцевості мешкало 9107 осіб у 3418 домогосподарствах у складі 2326 родин. Густота населення становила 812 осіб/км².  Було 3537 помешкань (315/км²).
Расовий склад населення:
| - 78,1 % — білих - 10,7 % — азіатів - 5,7 % — чорних або афроамериканців - 0,3 % — корінних американців - 2,5 % — осіб інших рас |

До двох чи більше рас належало 2,8 %. Частка іспаномовних становила 10,9 % від усіх жителів.
За віковим діапазоном населення розподілялося таким чином: 20,5 % — особи молодші 18 років, 62,1 % — особи у віці 18—64 років, 17,4 % — особи у віці 65 років та старші. Медіана віку мешканця становила 44,8 року. На 100 осіб жіночої статі у переписній місцевості припадало 92,1 чоловіків;  на 100 жінок у віці від 18 років та старших — 88,1 чоловіків також старших 18 років.
Середній дохід на одне домашнє господарство  становив 109 227 доларів США (медіана — 102 500), а середній дохід на одну сім'ю — 127 974 долари (медіана — 115 573). Медіана доходів становила 67 467 доларів для чоловіків та 70 557 доларів для жінок. За межею бідності перебувало 8,0 % осіб, у тому числі 13,3 % дітей у віці до 18 років та 4,0 % осіб у віці 65 років та старших.
Цивільне працевлаштоване населення становило 4925 осіб. Основні галузі зайнятості: освіта, охорона здоров'я та соціальна допомога — 27,9 %, мистецтво, розваги та відпочинок — 12,6 %, роздрібна торгівля — 10,1 %, науковці, спеціалісти, менеджери — 9,4 %.